# Pinalia concolor
Pinalia concolor är en orkidéart som först beskrevs av C.S.P.Parish och Heinrich Gustav Reichenbach, och fick sitt nu gällande namn av Carl Ernst Otto Kuntze. Pinalia concolor ingår i släktet Pinalia och familjen orkidéer. Inga underarter finns listade i Catalogue of Life.